# Calvaires du Campo das Hortas et de Santa Ana
 (septembre 2024).
Le Cruzeiro do Campo das Hortas et le Cruzeiro de Santa Ana sont deux calvaires situés dans la ville de Braga, au Portugal. Ils se trouvent dans des quartiers différents de la ville, le premier étant à Campo das Carvalheiras et l'autre à Largo da Senhora-a- Branca,.
La construction des deux calvaires est due à l'archevêque D. Furtado de Mendonça, au XVIIe siècle.
Les deux calvaires sont classés Monument National depuis le 16 juin 1910.

## Calvaire de Campo das Hortas
Le Cruzeiro do Largo das Carvalheiras a été déplacé ici vers 1913, lorsqu'au Campo das Hortas il a été remplacé par une fontaine.

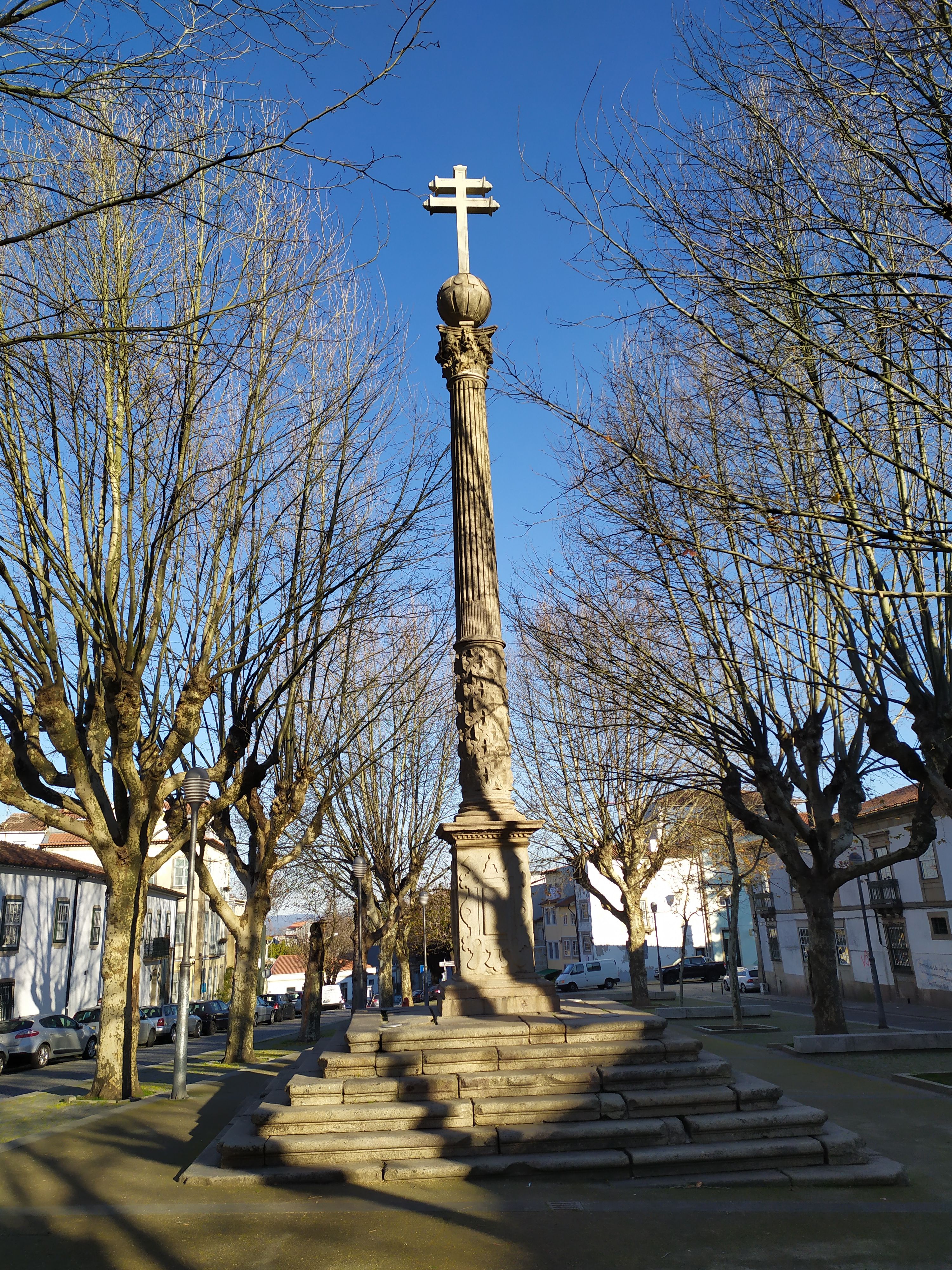

## Calvaire de Santa Ana
Le Cruzeiro do Largo da Senhora-a-Branca se trouvait à l'origine au bout de l'Avenida Central et a été transféré à cet endroit en 1914, dans le cadre du vaste arrangement urbain qui avait lieu à l'époque (1913 – 1915).

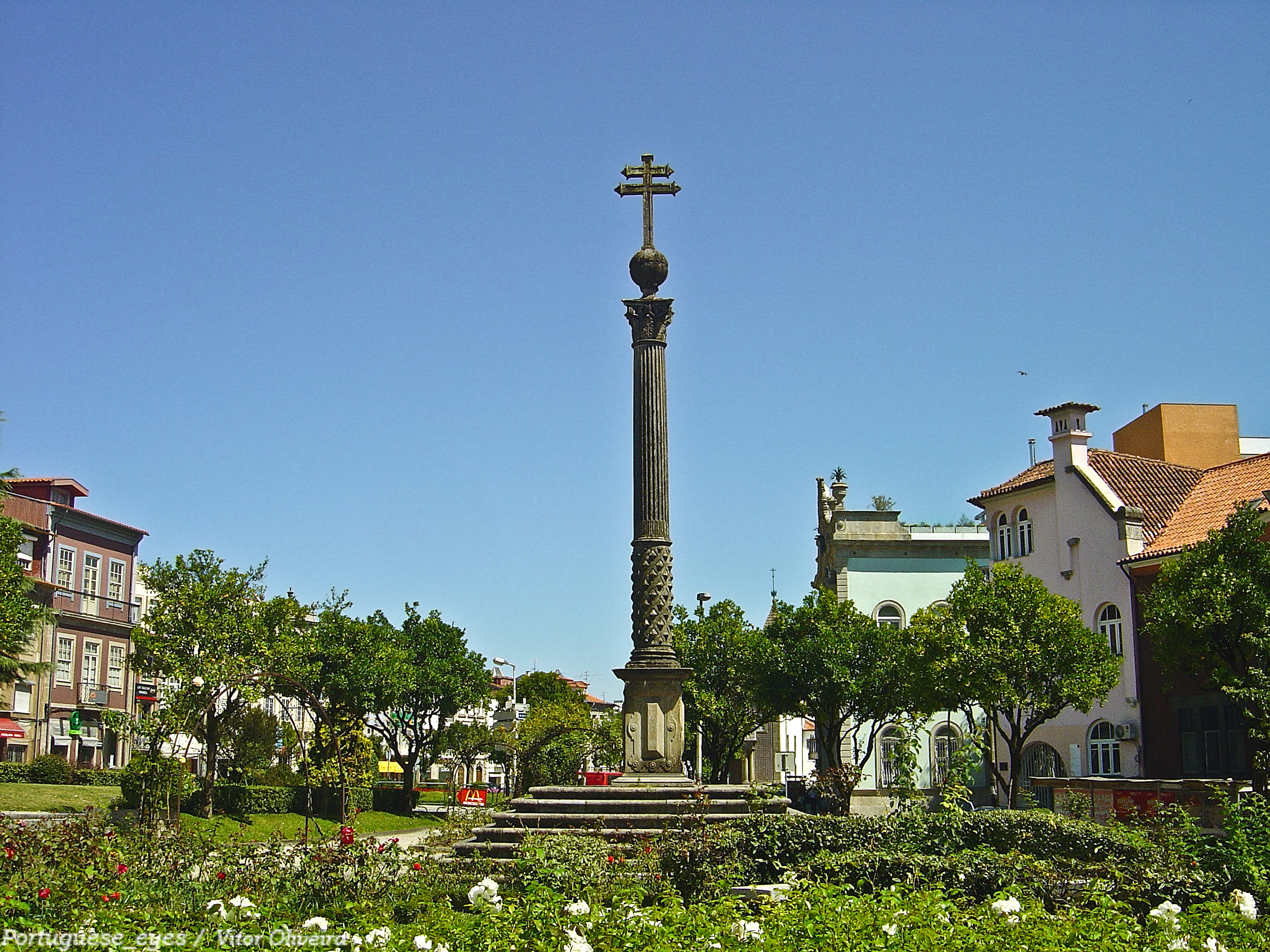

## Source de traduction
- (pt) Cet article est partiellement ou en totalité issu de l’article de Wikipédia en portugais intitulé « Cruzeiros do Campo das Hortas e de Santa Ana » (voir la liste des auteurs).